# Variations Op. 44

Les Variations en mi bémol majeur opus 44 de Ludwig van Beethoven sont une série de quatorze variations sur un thème original écrites pour trio avec piano, violon et violoncelle.

## Présentation de l'œuvre

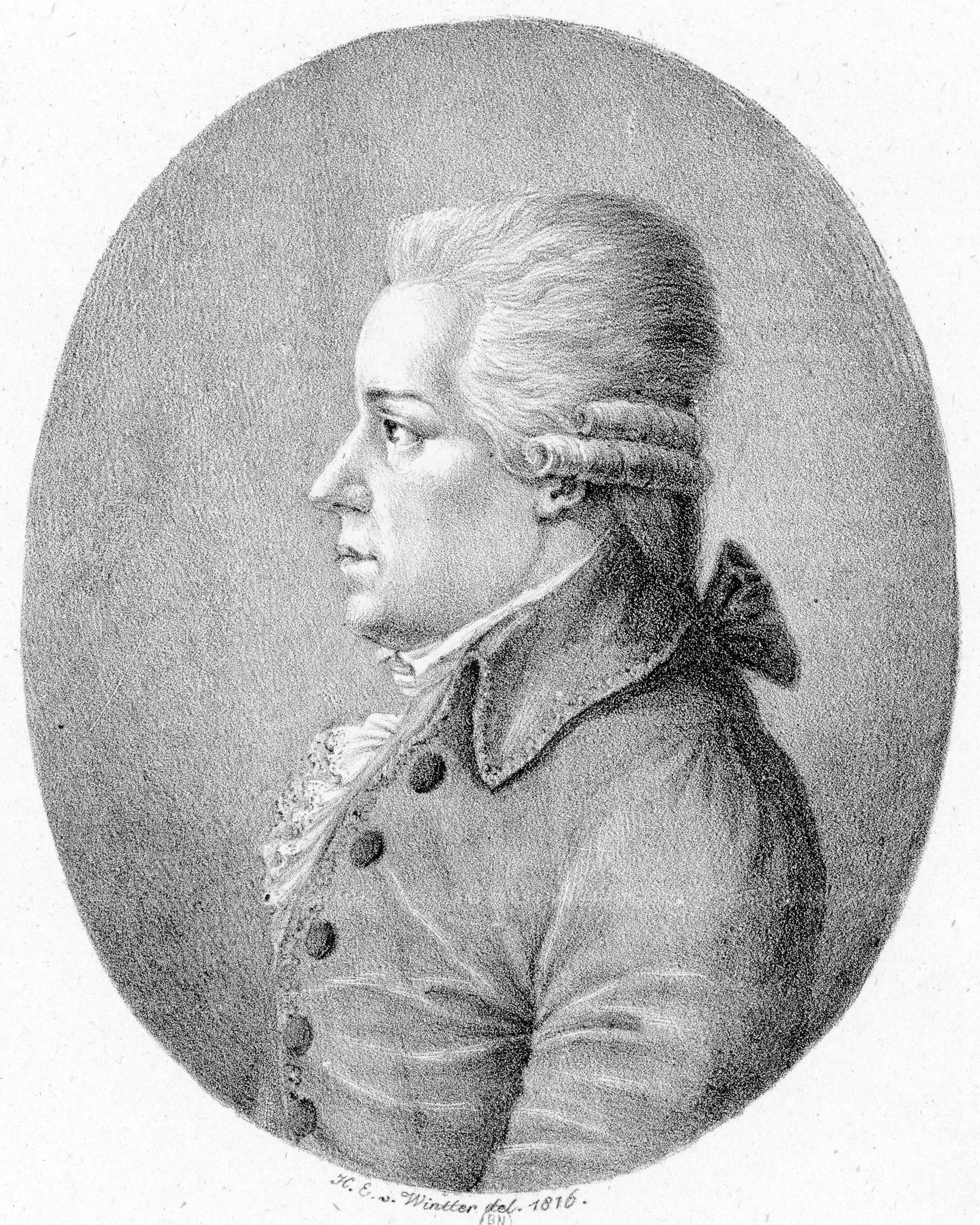
Karl Ditters von Dittersdorf

Dans cette œuvre, Beethoven a répondu aux habitudes de ses contemporains en incorporant des recueils de variations sur des thèmes populaires tirés des opéras. 
Das rote Käppchen (Le petit bonnet rouge), le Singspiel de Karl Ditters von Dittersdorf, vit le jour à Vienne en 1788 et atteignit Bonn en 1792, durant les derniers mois que Beethoven y séjourna. Un des morceaux les plus populaires de l'opéra, la petite mélodie empreinte de naïveté Ja, ich muss von ihr scheiden (« oui, je dois me séparer d'elle ») fut pour Beethoven le point de départ de ses variations en mi bémol pour trio avec piano op. 44. L'œuvre était probablement terminée quand Beethoven quitta Bonn (une courte esquisse de 1792 a survécu), même si elles ne furent imprimées qu'en 1804 chez Hoffmeister à Leipzig d'où le numéro d'opus tardif qui lui fut apposé.
Le thème léger affirme la tonalité de mi bémol majeur par des arpèges sur l'accord parfait à l'unisson et à l'octave, avant une légère modulation.
Beethoven élabore ensuite quatorze variations, ornées selon la tradition du XVIIIe siècle (on reconnaît toujours facilement le thème), mais avec des climats et des textures contrastés de manière intéressante. La dixième variation, syncopée et vigoureuse, est suivie par un dialogue presque exagérément réservé tandis que la douzième qui trébuche avec délicatesse est interrompue par un éclat fortissimo grossier, Beethoven tirait joyeusement la langue à tout ce décor rococo. Cette œuvre comprend deux variations lentes en mi bémol mineur (nos 7 et 13). La variation finale commence Allegro à 6/8 de manière dynamique et joyeuse puis un épisode Andante précède une conclusion notée Presto menée par le jeu brillant du piano.
La durée d'exécution de ces variations est d'environ 14 minutes.

## Repères discographiques
- Beaux Arts Trio, 1965 (Philips)[6]
- Daniel Barenboim piano, Pinchas Zukerman violon, Jacqueline du Pré violoncelle, 1969 (EMI Classics)[7]
- Wilhelm Kempff piano,  Henryk Szeryng violon, Pierre Fournier violoncelle, 1969 (DG)
- Itzhak Perlman violon, Vladimir Ashkenazy piano, Lynn Harrell violoncelle, 1986 (EMI Classics)
- Guarneri Trio Prague, 1999 (Harmonia Mundi)
- The Florestan Trio, 2004 (Hyperion Records)
- Trio Wanderer, 2012 (Harmonia Mundi)